# Quel pomeriggio maledetto
Quel pomeriggio maledetto è un film del 1977 diretto da Mario Siciliano.
È un film poliziesco a sfondo drammatico italiano con Lee Van Cleef, Carmen Cervera e John Ireland.

## Trama
Harry Chapman esce di prigione grazie all'intervento del suo amico Max. A Harry viene dato l'incarico di uccidere qualcuno che lo ha incastrato e accetta.

## Produzione
Il film fu diretto da Mario Siciliano su una sceneggiatura di Santiago Moncada e Mario Siciliano.

## Distribuzione
Il film fu distribuito in Italia dal 30 novembre 1977.
Altre distribuzioni:
- in Spagna il 5 maggio 1978 (Objetivo: matar)
- in Francia il 21 maggio 1980 (Bye, Bye Darling)
- negli Stati Uniti (The Perfect Killer, distribuito doppiato al cinema dalla Falcon American[3])
- in Grecia (Spesialistas dolofonos)
- in Germania Ovest (Stacco)
- in Finlandia (Täydellinen murhaaja)